# تشريح النقد
تشريح النقد: أربع مقالات (دار نشر جامعة برينستون، عام 1957)، هو كتاب للناقد والمنظر الأدبي الكندي نورثروب فراي. يحاول المؤلف في هذا الكتاب تكوين رؤية شاملة عن النقد الأدبي ونظرياته ومبادئه وتقنياته المُستنبطة من الأدب على وجه الحصر. يتناسى فراي في كتابه هذا جميع أشكال النقد المحدد والنقد العملي، ويستعيض عنها بنظريات كلاسيكية مستوحاة من الأنماط والرموز والأساطير والأنواع، فيما أسماه «مجموعة مترابطة من الاقتراحات». حظي النهج الأدبي الذي قدمه فراي في تشريح النقد بأثر كبير خلال العقود التي سبقت ظهور النقد التفكيكي والتعبيرات الأخرى لما بعد الحداثة في الأوساط الأكاديمية الأمريكية في فترة ثمانينيات القرن العشرين.
تتوسط مقالات فراي «مقدمةً جدليةً» و«خاتمةً مؤقتةً». حملت المقالات الأربعة العناوين التالية: «النقد التاريخي: نظرية الأنماط»، و«النقد الأخلاقي: نظرية الرموز»، و«النقد المتمحور حول النموذج الأولي: نظرية الأساطير»، و«النقد البلاغي: نظرية الأنواع».

## المحتويات

### مقدمة جدلية
يتمثل الغرض من المقدمة في الدفاع عن الحاجة إلى النقد الأدبي، والتمييز بين طبيعة النقد الأدبي الحقيقي والأشكال الأخرى للنقد، بالإضافة إلى توضيح الفرق بين التجربة الأدبية المباشرة والدراسة المنهجية للنقد الأدبي.
وُصفت المقدمة بأنها «جدلية» لعدة أسباب. يعارض فراي أثناء دفاعه عن الحاجة إلى النقد الأدبي مفهومًا شائعًا في أفكار تولستوي والفكر الرومانسي، ألا وهي تفوق «الذوق الفطري» على التعليم الأكاديمي (أي النقد). يهاجم فراي عددًا من النهج النقدية (مثل الماركسية والفرويدية واليونغية والكلاسيكية الحديثة وغيرها) بحجة أنها تجسيد للمغالطة الحتمية. لا يعارض فراي هذه الأيديولوجيات في حد ذاتها، لكنه يعتقد أن تطبيق أي أيديولوجية جاهزة أو دخيلة على الأدب انحرافًا عن النقد الحقيقي. يحدث هذا الأمر عند إخضاع عمل أدبي أو إعلاء منزلة مؤلف ما أو الحط منها بالاستناد إلى فلسفة المرء الخاصة.
يناقش فراي فكرة التمييز بين الذوق الشخصي والنقد الحقيقي. يتأثر الذوق الشخصي إلى حد كبير بالأخلاق والقيم والأذواق السائدة في المجتمع الذي يعيش فيه الناقد في نقطة معينة تاريخيًا. قد يستسلم الذوق الشخصي كليًا لمثل هذه القوى الاجتماعية، الأمر الذي يفضي إلى نتيجة مماثلة لما يحدث عند تبني المرء لأيديولوجية خارجية بشكل واعٍ. وفي المقابل، لا يقدم الناقد أي مساهمة تُذكر عند تصريحه بأن أعمال جون ميلتون أجدى من أعمال ريتشارد بلاكمور (كما طرح فراي في مثاله)، حتى وإن أجمع النقاد على هذا الرأي. بعبارة أخرى، لا تضيف الأحكام التقييمية شيئًا إلى النقد الهادف.
يقترح فراي بديلًا عن النقد الفارغ، ألا وهو النقد الأدبي الحقيقي الذي يستمد نهجه من الجسد الأدبي في حد ذاته. يجب أن يكون النقد الأدبي بمثابة دراسة منهجية للأعمال الأدبية، كما يجب أن تكون الفيزياء دراسةً منهجيةً للطبيعة أو التاريخ دراسةً منهجيةً للأفعال البشرية. يضع فراي افتراضات واضحةً حول جعل الدراسة المنهجية أمرًا ممكنًا، إذ يجب أن يمتلك الجسد الأدبي أولًا طبيعةً منهجيةً. يعتقد فراي أن معرفتنا بهذه المنهجية محدودة، ويضيف قائلًا إن الدراسة المنهجية للأدب لم تشهد تقدمًا حقيقيًا منذ عصر أرسطو.
يختتم فراي مقدمته بتناول نقاط الضعف في حججه، إذ يصف المقدمة بأنها جدلية لكنها مكتوبة باستخدام ضمير المتكلم اعترافًا منه بالطبيعة الفردية لآرائه. يقر فراي بأن مقالاته لا تقدم سوى لمحةً أوليةً -وربما غير دقيقة- عن المنهجية الأدبية. يعترف فراي باستخدامه للتعميمات الجذرية التي قد تسقط في ظل استخدام أمثلة معينة. وفي النهاية، يشدد فراي على أهمية التخطيط الشعري باعتباره جانبًا من جوانب النقد وبديلًا عن التجربة المباشرة أو الشخصية أو النشطة، حتى وإن شعر العديد بـ«الاشمئزاز العاطفي» حياله ــــــــ فالأمر شبيه بابتعاد الجيولوجي عن عمله المنهجي للتمتع بجمال الجبال.